# Jaume de Montjuïc
Jaume de Montjuïc (Barcelona, [...?] - després del 1321) fou un jurista català. Fou jutge a la Ciutat Comtal i professor de dret a Bolonya. Són molt notables els seus Comentaris al Codi dels Usatges escrit el segle xiv. Va escriure, entre altres obres: Apparatus in usaticus Barcinonensis; Concilium super constitutione regis Petri, i Glosae seu postillae in Usaticos Barcinonensis, que fou publicada amb les glosses de Jaume i Guillem Vallseca i Jaume Callís per Carles Amorós a Barcelona el 1554 (Antiquiores), i d'altres comentaris sobre els Usatges, sobre les constitucions de Pere II d'Aragó i Jaume el Just, sobre la jurisdicció reial i els consells de pau i treva, entre d'altres.